# Eli Goree
Eli Goree (Halifax, 26 maggio 1994) è un attore canadese.
È conosciuto per il ruolo di Malik in Da Kink in My Hair (2007-09) e di Wells Jaha nella serie televisiva post-apocalittica The 100.

## Biografia
Goree è cresciuto ad Halifax, Canada. Ha iniziato la sua carriera da attore all’età di sei anni in Sesame Park, la versione canadese di Sesamo apriti.
Nel 2003 è stato ospite al The Big Black Rap Show nella stazione radiofonica canadese CKDU-FM.
Nel 2006 è diventato uno degli attori dell’ultima stagione della serie televisiva della CBC, Street Cents. Nello stesso anno ha iniziato a lavorare come giornalista freelance per Canada Now.
Nel 2007 è stato scelto per interpretare Malik nella popolare serie televisiva Da Kink in My Hair, nella quale ha recitato fino al 2009. È anche apparso nella serie Soul.
Sul palco, Goree ha interpretato il ruolo principale di Jake in Secret of a Black Boy del 2009, acclamato dalla critica.
Tra il 2010 e il 2013 è apparso nel documentario Pure Pwnage e come guest star nella serie fantasy horror Supernatural, in Emily Owens, M.D.,in Showcase e nella serie tv poliziesca Motive.
Nel 2014 è stato scelto per interpretare il ruono di Wells Jaha, uno dei principali personaggi dei primi episodi della serie post-apocalittica The 100 del canale statunitense The CW.
Il suo primo ruolo da protagonista fu con il personaggio di Dave Albritton nel film biografico Race - Il colore della vittoria girato nel 2014 e distribuito nelle sale cinematografiche a partire dal febbraio 2016 negli Stati Uniti, marzo 2016 in Italia.
Goree è uno dei protagonisti del film horror Dead of Summer. La serie è stata creata dagli stessi creatori di C'era una volta, Adam Horowitz e Edward Kitsis, insieme allo scrittore Ian Goldberg.

## Filmografia

### Cinema
- Godzilla, regia di Gareth Edwards (2014) - non accreditato
- Race - Il colore della vittoria (Race), regia di Stephen Hopkins (2016)
- Quella notte a Miami... (One Night in Miami...), regia di Regina King (2020)

#### Televisione
- North/South – serie TV (2006)
- Soul – serie TV, 4 episodi (2009)
- Flashpoint – serie TV, episodio 2x08 (2009)
- 'Da Kink in My Hair – serie TV, 13 episodi (2009)
- Pure Pwnage – serie TV, 6 episodi (2010)
- Supernatural – serie TV, episodio 7x17 (2012)
- Rapita: il dramma di Carlina White (Abducted: The Carlina White Story), regia di Vondie Curtis-Hall – film TV (2012)
- Emily Owens, M.D. – serie TV, 4 episodi (2012-2013)
- Distruzione totale (Eve of Destruction) – miniserie TV, episodi 1x01-1x02 (2013)
- Motive – serie TV, episodio 1x10 (2013)
- Far from Home, regia di Michael M. Scott – film TV (2014)
- The 100 – serie TV, 6 episodi (2014, 2017)
- Christmas Truce, regia di Brian Skiba – film TV (2015)
- Toni Braxton: Unbreak My Heart, regia di Vondie Curtis-Hall – film TV (2016)
- Heartbeat – serie TV, episodio 1x01 (2016)
- Legends of Tomorrow – serie TV, episodio 1x12 (2016)
- Dead of Summer – serie TV, 9 episodi (2016)
- GLOW – serie TV, episodio 2x04 (2018)
- Ballers – serie TV, 6 episodi (2018)
- Riverdale – serie TV, 13 episodi (2018-2020)
- Pearson – serie TV, 10 episodi (2019)
- Inverso - The Peripheral (The Peripheral) – serie TV, 7 episodi (2022)

### Doppiatore
- The Guilty, regia di Antoine Fuqua (2021)

## Doppiatori italiani
Nelle versioni in italiano delle opere in cui ha recitato, Eli Goree è stato doppiato da:
- Raffaele Carpentieri in Quella notte a Miami..., Inverso - The Peripheral
- Carlo Petruccetti in Motive
- Simone Crisari in The 100
- Maurizio Merluzzo in Riverdale

Da doppiatore, è stato sostituito da:
- Emiliano Coltorti in The Guilty

## Premi e candidature
- 2006	Gemini Awards, Miglior serie per giovani Street Cents, candidatura
- 2008	Gemini Awards,  Miglior cast, Da Kink In My Hair, candidatura
- 2009	Young Artist Awards, Miglior attore in una Serie TV,Soul, candidatura
- 2016	UBCP/ACTRA Awards,  Miglior attore,  Race - Il colore della vittoria, candidatura
- 2017	Leo Award, Miglior interpretazione, Race - Il colore della vittoria , vinto